# Alive and Screamin'
Alive and Screamin' è il primo live album dei Krokus uscito nel 1986 per l'Etichetta discografica Arista Records.

## Il disco
La Arista, che di lì a poco licenzierà la band, ha messo sul mercato questo live album senza il consenso della band, un album che comprende brani registrati durante il tour intrapreso tra Stati Uniti e Canada dopo la pubblicazione di Change of Address nello stesso anno. In questo album non traspare assolutamente l'energia che caratterizza le solite esibizioni live dei Krokus, la scaletta inoltre non risulta all'altezza, poiché vede l'assenza di classici quali Heatstrokes o Rock City. Nemmeno l'inedita e mediocre Lay Me Down può essere considerata motivo di interesse per questo capitolo non autorizzato del quale lo stesso chitarrista Von Arb ha sconsigliato, in diverse interviste, l'acquisto.

## Tracce
1. Long Stick Goes Boom (Storace, Von Rohr, VonArb) - 5:38
2. Eat the Rich (Rohr, Stone, Storace, Von Rohr, VonArb) - 4:55
3. Screaming in the Night (Kohler, Kohler, Rohr, Stone, Storace, Von Rohr, VonArb) - 6:00
4. Hot Shot City (Keiser, Klaven, Kohler, Storace) - 4:00
5. Midnite Maniac (Storace, VonArb) - 4:11
6. Bedside Radio (Krokus) - 3:22
7. Lay Me Down (Marlette, Shifrin) - 4:46
8. Stayed Awake All Night (Bachman) - 3:30 (Bachman-Turner Overdrive cover)
9. Headhunter (Rohr, Stone, Storace, Von Rohr, VonArb) - 5:46

## Singolo
- Screaming in the night (live) (b-side: Headhunter (live))

## Formazione
- Marc Storace – voce
- Fernando von Arb – chitarra solista
- Mark Kohler – chitarra ritmica
- Tommy Keiser – basso
- Jeff Klaven – batteria
- Jai Winding – tastiere